# Tsakkar
Tsakkar (en arménien Ծակքար) est une communauté rurale du marz de Gegharkunik, en Arménie. Fondée en 1828, elle compte 2 731 habitants en 2008.